# Famille Saint-Pierre
 (mai 2022).
Si vous disposez d'ouvrages ou d'articles de référence ou si vous connaissez des sites web de qualité traitant du thème abordé ici, merci de compléter l'article en donnant les références utiles à sa vérifiabilité et en les liant à la section « Notes et références ».

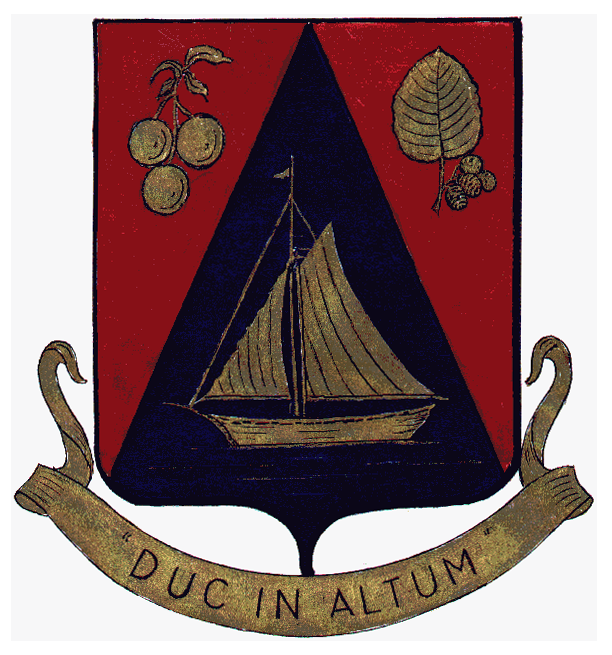
Les armes de la famille de Saint-Pierre, « Duc in altum », signifient « Avance au large », qui est une citation biblique (Luc 5,4).

La famille Saint-Pierre est une des familles pionnières du Québec.

## Origines légendaires
Gérard Saint-Pierre aurait remonté la généalogie de la famille jusqu'au XIVe siècle.
Le berceau de la famille Saint-Pierre est le village de Gouy (Seine-Maritime). Le grand-père de Guillaume Saint-Pierre (voir généalogie) s'y serait installé un peu avant 1600. Or Gouy était aussi la patrie d'une famille de Saint-Pierre. Le plus ancien document se référant à la famille de Saint-Pierre date de 1393 : c'est un aveu d'Isembart de Saint-Pierre à monsieur de Gouy (archives départementales de Rouen).
Le patronyme de la famille (de) Saint-Pierre lui vient sûrement de la paroisse de Saint-Pierre de Gouy. Contrairement aux propos de certains généalogistes québécois, le nom « de Saint-Pierre » ne serait pas un nom noble, le préfixe « de » exprimant plutôt l'origine géographique de la famille.

## Généalogie en France
Les Saint-Pierre qui habitaient à Gouy au cours des siècles qui ont précédé l'arrivée de Pierre au Canada s'échelonnent sur plusieurs générations. Nous ne pouvons remonter avec certitude à plus de quatre générations en arrière. Nous mentionnons pour chaque génération (30 ans) les noms des ancêtres pouvant être l'ancêtre du pionnier canadien. Comme ils se nomment tous « de Sct Pierre ou Sainct Pierre », on n'indiquera que les prénoms. Nous nous servirons des aveux du Chartier de Belbeuf, des fouages de Gouy, certains documents du tabellionage ancien de Rouen et des registres paroissiaux.
| Générations descendantes | Ancêtre | Génération ascendantes |
| ------------------------ | --- | ---------------------- |
|                          | 1553-1583 | 3                      |
| 7                        | Thomas et Jean : fils de Thomas Geuffin, Mahiel, Nicolas, Guillaume, Mahiel, Colin : père de Guillaume dit Raoullet                                                        |                        |
|                          | 1583-1613 | 2                      |
| 8                        | Guillaume, Robert, Anthoine, Geuffin, Anthoine, Nicollas, Guiot, Anthoine, Robert de Boos, Mahiel, Guillaume l'aîné : fils de Mahiel, Pierre et Michel : fils de Guillaume |                        |
|                          | 1613-1643 | 1                      |
| 9                        | Jehan et Guillaume : Fils de Mahiel, Michel : Fils de Guillaume |                        |
|                          | 1643-1673 | 0                      |
| 10                       | Pierre : fils de Michel et ancêtre canadien |                        |

## La famille Saint-Pierre dite Dessaint d'Amérique 1664-2010
Le premier de la famille Saint-Pierre à s'établir au Québec est Pierre Saint-Pierre (26 avril 1643 - entre le 15 juin 1717 et 1726). Pierre Saint-Pierre est né à Saint-Étienne-des-Tonneliers, paroisse de Rouen, en Normandie, le 26 avril 1643.
Pierre était le fils de Michel Saint-Pierre et de Françoyse Engrand, mariés dans la même paroisse en 1634 et petit-fils de Guillaume qui y est décédé en 1636.
Pierre quitte sa Normandie natale pour se rendre à Québec en 1664. Il épouse Marie Gerbert, fille de Mathurin Gerbert dit Lafontaine et d'Isabelle Targe le 24 avril 1679, à Sainte-Famille, Île d'Orléans, et ils auront quinze enfants qui seront tous baptisés à la grande pointe de la Grande Anse, devenue Saint-Roch-des-Aulnaies. Ces quinze maternités s'échelonnent sur 23 ans. 
1. Marie-Anne (2 février 1680 - 1756) épouse de Jacques Soulard (1699) puis de François Bidary (1716).
2. Marie-Madeleine (12 avril 1681 - 1723) épouse de Philippe Ancelin (1701).
3. Élizabeth (8 mai 1682 - 1734) épouse d'Adrien Thiboutot (1710).
4. Pierre II (8 janvier 1694 - 19 décembre 1749) époux de Marie Gagnon (1712) puis d'Hélene Leclerc (1717)
5. Marie-Barbe (11 février 1685 - 30 août 1752) épouse de Charles Pelletier (1711).
6. Ignace (1er janvier 1688 - 8 septembre 1772) époux de Madeleine Pelletier (1717).
7. Thérèse (12 septembre 1690 - 22 août 1763) épouse de Raymond De Phocas (entre 1709 et 1727[1]).
8. Marie-Louise (2 mars 1692 - 8 mars 1784) épouse de Jacques Gauvin (1712) puis de Sébastien Hervé (1752).
9. Marie-Françoise (8 janvier 1694 - 19 janvier 1750) épouse de Jean Baptiste Gagnon (1726).
10. Charles (9 janvier 1696 - 1755) époux de Genevieve Tondreau (1727).
11. François (29 mai 1697 - 15 septembre 1699)
12. Jacques (15 mars 1699 - 15 avril 1765) époux de Thérese Boucher (1727 ou 1728[2]).
13. Anonyme (Vers le 14 décembre 1700 - 27 décembre 1700)
14. Marie-Ursule (5 février 1702 - 16 mai 1777) épouse de Joseph Pelletier (1728).
15. Alexandre (25 août 1703 - 9 janvier 1756) époux de Marie-Anne Chouinard (1728).

Le nom de Pierre Saint-Pierre fut écrit sous dix graphies différentes dans les actes de baptême de ses enfants. Deux des actes écrivent le nom avec une particule, celui de Barbe et celui de Jacques. 
| Aux baptêmes de        | Nom de l'ancêtre écrit ainsi |
| ---------------------- | ---------------------------- |
| Marie-Anne (1680)      | Pierre Saint pierre          |
| Marie-Madeleine (1681) | Pierre St pier               |
| Élizabeth (1682)       | Pierre StPierre              |
| Marie-Barbe (1685)     | Pierre de St pierre          |
| Ignace (1688)          | Petre (latin) Saint pierre   |
| Thérèse (1690)         | Pierre Saint                 |
| Madeleine (1692)       | St Pierre                    |
| Marie-Françoise (1694) | Pierre deSaint               |
| Charles (1696)         | Pierre St Pierre             |
| François (-)           | Pierre de pierre deSaint     |
| Jacques (1699)         | Pierre de St Pierre          |
| Marie-Ursule (1700)    | Pierre St Pierre             |
| Anonyme (1702)         | Pierre St Pierre             |
| Alexandre (1703)       | Pierre St Pierre             |

## La famille aujourd'hui
Aujourd'hui la famille Saint-Pierre compterait plus de 50 000 représentants en Amérique du Nord, qui résident surtout au Québec, mais aussi dans les autres provinces du Canada et aux États-Unis.